# Adrianus Johannes Simonis
Adrianus Johannes Simonis (Lisse, 26 de novembro de 1931 – Teylingen, 2 de setembro de 2020) foi um cardeal neerlandês da Igreja Católica, arcebispo-emérito de Utrecht.

## Biografia
Estudou no Seminário de Hageveld de 1945 a 1951 e, na sequência, no Seminário Maior de Warmond até 1957. Recebeu o diaconato em 22 de setembro de 1956, de Johannes Petrus Huibers, bispo de Haarlem, na capela do Seminário Maior de Warmond. Concluiu seus estudos na Pontifícia Universidade São Tomás de Aquino e no Pontifício Instituto Bíblico, ambos em Roma, onde obteve o doutorado cum laude em Sagrada Escritura. Foi ordenado padre em 15 de junho de 1957, na catedral HH. Laurentius- en Elisabethkathedraal de Roderdã, por Martinus Antonius Jansen, primeiro bispo de Roterdã.
Eleito bispo de Roterdã em 29 de dezembro de 1970, foi consagrado em 20 de março de 1971 na catedral de Roterdã pelo cardeal Bernardus Johannes Alfrink, arcebispo de Utrecht, assistido por Petrus Joannes Moors, bispo de Roermond, e Johannes Willem Maria Bluyssen, bispo de 's-Hertogenbosch. Promovido a arcebispo-coadjutor, com direito de sucessão, de Utrecht, em 27 de junho de 1983, sucedendo na sua administração em 3 de dezembro do mesmo ano.
Em 24 de abril de 1985, foi anunciada a sua criação como cardeal pelo Papa João Paulo II e no Consistório de 25 de maio foi criado cardeal-presbítero, recebendo o barrete vermelho e o título de São Clemente.
Em 14 de abril de 2007, o Papa Bento XVI aceitou sua renúncia do governo pastoral da arquidiocese em conformidade com o cânon 401 § 1 do Código de Direito Canônico. Foi administrador apostólico da arquidiocese até a posse de seu sucessor em 26 de janeiro de 2008.
Morreu no dia 2 de setembro de 2020, aos 88 anos, num centro de saúde em Voorhout, na cidade de Teylingen, onde passou seus últimos anos. O bispo Gerard Johannes Nicolaas de Korte de ’s Hertogenbosch, que já foi bispo-auxiliar em Utrecht, administrou a extrema unção ao cardeal na véspera de sua morte. Ao saber da notícia da morte do cardeal, o Papa Francisco enviou ao cardeal Willem Jacobus Eijk, arcebispo de Utrecht, um telegrama de condolências. A Eucaristia no funeral do Cardeal Simonis, presidida pelo Cardeal Eijk, foi celebrada na quinta-feira 10 de setembro, na Catedral de Santa Catarina em Utrecht. O enterro foi realizado no cemitério católico de Santa Bárbara em Utrecht.

## Conclaves
- Conclave de 2005 - participou do conclave de 18 a 19 de abril de 2005, que elegeu Joseph Ratzinger como Papa Bento XVI.
- Conclave de 2013 - não participou da eleição de Jorge Mario Bergoglio como Papa Francisco, pois perdeu o direito ao voto em 26 de novembro de 2011.